# جایزه دنی هینمن در فیزیک ریاضی
جایزه دنی هینمن در فیزیک ریاضی جایزه‌ای است که از سال ۱۹۵۹ هرسال توسط موسسه فیزیک آمریکا و انجمن فیزیک آمریکا به دست‌آوردهای برجسته در فیزیک ریاضی اهدا می‌شود. مبلغ مالی این جایزه از سال ۲۰۱۰ به بعد ۱۰۰۰۰ دلار می‌باشد.

## برخی برندگان
- ۲۰۰۷ خوان مالداسنا و جوزف پلچینسکی
- ۲۰۰۱ ولادیمیر آرنولد
- ۲۰۰۰ سیدنی کلمن
- ۱۹۹۴ ریچارد آرنوویت, استنلی دسر و چارلز میسنر
- ۱۹۹۰ یعکوو گ. سینایی
- ۱۹۸۸ ژولیوس وس و برانو زومینو
- ۱۹۷۹ خرارد توفت
- ۱۹۷۷ استیون واینبرگ
- ۱۹۷۶ استیون هاوکینگ
- ۱۹۷۴ سوبرامانیان چاندراسخار
- ۱۹۷۳ کنت ویلسن
- ۱۹۷۱ راجر پنروز
- ۱۹۷۰ یوایچیرو نامبو
- ۱۹۶۵ فریمن دایسون
- ۱۹۶۰ آگه بوهر
- ۱۹۵۶ موری گل-مان